# Кућа поред мора
„Кућа поред мора” (Haus am Meer) је немачки филм из 1973. године.

## Улоге
| Глумац          | Улога        |
| --------------- | ------------ |
| Бранко Плеша    | Виторио Гуло |
| Милан Срдоч     | Чела         |
| Фахро Коњхоџић  | Гвидо        |
| Јован Личина    | Дон Карло    |
| Франце Северкар | Американац   |
| Мирко Боман     | Андреа       |